# Copa América
La Copa América —oficialmente, Conmebol Copa América— es el principal torneo internacional oficial de fútbol masculino en América del Sur. Inicialmente denominada Campeonato Sudamericano de Selecciones, Campeonato Sudamericano de Fútbol o simplemente Campeonato Sudamericano (en portugués, Campeonato Sul-Americano de Seleções o Campeonato Sul-Americano de Futebol), adquirió su nombre actual en 1975. Es organizada por la Confederación Sudamericana de Fútbol (Conmebol) y sus resultados han sido oficialmente reconocidos por la FIFA. La selección campeona vigente es Argentina, que alcanzó su decimosexto título.
Ha sido conquistada por ocho de las diez selecciones de la Conmebol: Argentina es el máximo ganador del torneo, con dieciséis títulos; seguido por Uruguay, con quince; Brasil, nueve; Perú, Paraguay y Chile, dos; y Bolivia y Colombia, uno. El título nunca ha sido obtenido por una selección no sudamericana.
Además de las diez selecciones de la Conmebol, suelen participar dos equipos invitados, normalmente de la Concacaf, aunque han ocurrido excepciones. En la edición conmemorativa de 2016 y 2024, participaron dieciséis selecciones, las diez de la Conmebol y seis de la Concacaf. El campeonato de 2021 fue el primero en el que se prescindió de las selecciones invitadas, quedando el torneo exclusivamente para las selecciones de Conmebol. Hasta la fecha, han participado veinte selecciones.
Es el único torneo continental a nivel de selecciones en el que no existen eliminatorias para clasificarse —solo en las ediciones de 1967, 2016 y 2024 se disputó una fase clasificatoria previa (aunque en 2016 y 2024 fue para clasificar a las selecciones invitadas de la Concacaf)—. También tiene algunas otras particularidades: es el único torneo en el que el subcampeón recibe un trofeo (la Copa Bolivia), en el que el cuarto puesto recibe un premio significativo (la medalla de cobre) y, además, todas las selecciones participantes (afiliadas e invitadas) reciben un diploma por competir.
A nivel internacional, es el torneo de fútbol a nivel de selecciones mayores que más veces se ha realizado, superando a la Copa Mundial de Fútbol, y también es el megaevento deportivo que más veces se ha realizado, superando a los Juegos Olímpicos. Es uno de los tres eventos futbolísticos principales a nivel de selecciones, junto con la Copa Mundial de Fútbol (1930) y la Eurocopa (1960). Es el tercero más antiguo del mundo a nivel de selecciones absolutas, luego del British Home Championship (disputado entre 1883-1884 y 1984), y los Juegos Olímpicos (cuyo primer torneo de balompié fue disputado en 1908, y su última edición con selecciones absolutas fue en 1948).

## Historia

### Antecedentes
En las últimas décadas del siglo XIX y las primeras del XX, el fútbol era un deporte en pleno auge tras su llegada a Sudamérica por parte de los inmigrantes y comerciantes de origen británico. El primer partido de fútbol registrado en América del Sur fue jugado entre obreros británicos en el campo del Buenos Aires Cricket Club, ubicado en los bosques de Palermo (Argentina), el 20 de junio de 1867.
El primer torneo internacional celebrado entre selecciones de dicho subcontinente ocurrió en 1910, cuando Argentina organizó un evento para conmemorar el centenario de la Revolución de Mayo, al que invitó a los seleccionados de Chile y Uruguay. El 15 de octubre de 1913 se propuso jugar un torneo sudamericano y poner en juego un trofeo denominado Copa América.

### Comienzos

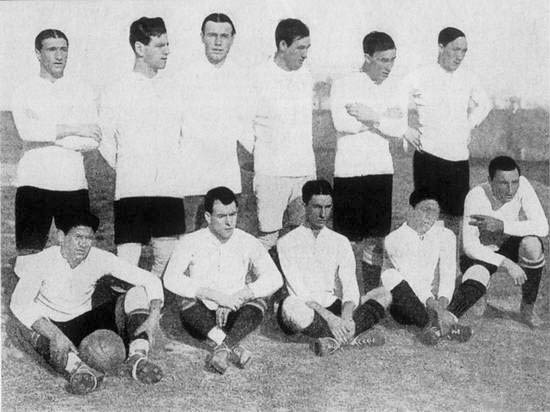
Plantel del campeón de la primera edición.

Para la celebración del centenario de su independencia, Argentina celebró un torneo entre el 2 y el 17 de julio de 1916, al que asistieron los invitados a la copa de 1910 junto con Brasil, consagrándose Uruguay como campeón del torneo. Este "Campeonato Sudamericano de Selecciones" fue la primera edición de lo que actualmente se conoce como Copa América.
Luego de que Uruguay saliese campeón, uno de sus dirigentes, Héctor Rivadavia Gómez, al ver el éxito del torneo, propuso la fundación de una confederación que agrupara a las federaciones de los cuatro países presentes. El 9 de julio de 1916, dirigentes de Argentina, Brasil, Chile y Uruguay se reunieron en Buenos Aires para estudiar la idea integradora de Héctor Rivadavia Gómez, la cual fue aprobada ad-referéndum de las respectivas asociaciones nacionales. Finalmente, el 15 de diciembre de ese mismo año, en Montevideo, se celebró el Congreso Constitucional, en el que se ratificó todo lo actuado, dando nacimiento a la Confederación Sudamericana de Fútbol (Conmebol o CSF).
Ya fundada la Conmebol, al año siguiente se organizó nuevamente el Campeonato Sudamericano, esta vez en Uruguay. Para ello, la confederación compró un trofeo para entregar al campeón: una copa de plata con base de madera, adquirida en una joyería de origen francés en Buenos Aires con un costo de 3000 francos suizos de la época.
El selecto grupo de cuatro participantes se abrió en 1921, cuando fue admitida la selección del Paraguay, evento en el que Argentina alcanzó su primer título. En los años posteriores, Uruguay fue dominador del evento aprovechando el equipo que los consagró como campeones olímpicos, que a esa fecha era el mayor torneo de balompié a nivel mundial. Argentina, sin embargo, no se quedó atrás y disputó la supremacía ante los charrúas, al ganar los Campeonatos Sudamericanos de 1925 y de 1927.
Las ediciones de 1923 y 1924 se realizaron en Uruguay, siendo la primera vez en la historia que un mismo país organizó el torneo de manera consecutiva. La edición de 1923 sirvió para clasificar a los Juegos Olímpicos de París 1924 —solo clasificó el campeón, que resultó ser Uruguay y que también fue el campeón olímpico—. Fue la primera vez que el torneo sirvió para clasificar a los Juegos Olímpicos.

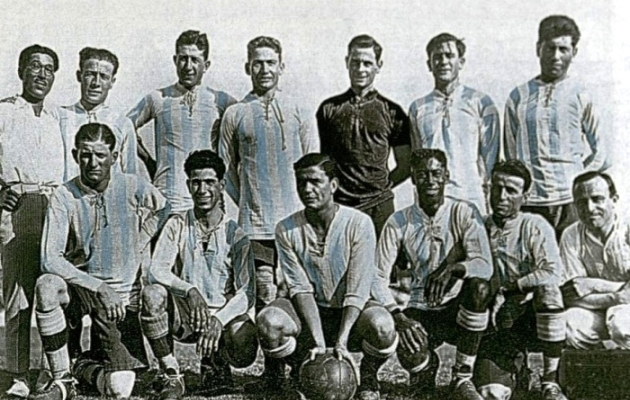
Equipo de campeón en 1925.

En 1925, por diferentes razones, solo participaron tres selecciones, Argentina, Brasil y Paraguay, resultando la edición con menos participantes en la historia del torneo. Lo curioso fue que a pesar de aplicarse el sistema de todos contra todos, las tres selecciones que jugaron dicha edición tuvieron que enfrentarse dos veces entre sí.
En la edición 1926, el seleccionado de Bolivia hizo su debut en el torneo. Y en la edición 1927, el seleccionado de Perú hizo su debut en el torneo, curiosamente como anfitrión de este.
La edición 1927 sirvió para clasificar por segunda vez a los Juegos Olímpicos de Ámsterdam 1928 —solo clasificaron el campeón (que resultó ser Argentina) y el subcampeón (que resultó ser Uruguay)—. Coincidentemente, ambos equipos se enfrentaron en la final de los Juegos Olímpicos, y al final Uruguay se consagró bicampeón olímpico.

### Décadas de 1930 y de 1940. Desorganización e intermitencia

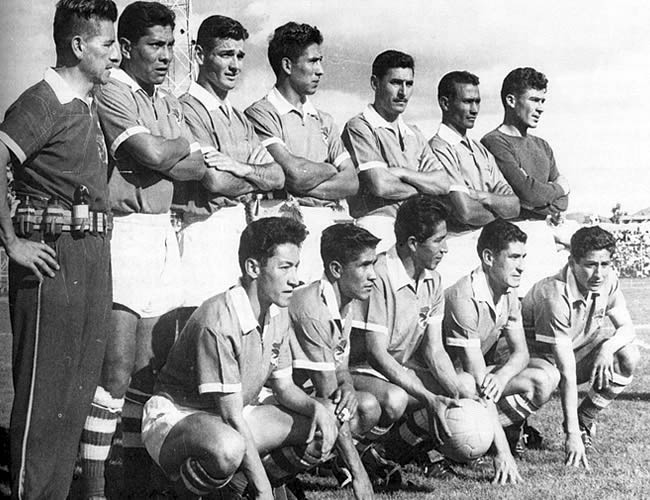
Plantel de campeón de la edición 1963.

En 1935 fue la última vez que el torneo sirvió para clasificar a los Juegos Olímpicos. En la edición 1937 realizada en Argentina, se empezó a jugar a finales de 1936, por lo que es la única edición que se realizó entre dos años seguidos (1936 y 1937).
Perú organizó por tercera vez el torneo en 1939, cuando logró su primer campeonato derrotando en la final a Uruguay. Entonces hizo su debut la selección de Ecuador. En la edición 1945 realizada en Chile, también se puso en juego la Copa Mariscal Sucre, jugada entre Bolivia, Colombia y Ecuador, que terminó siendo obtenida por Colombia. Esta fue la única vez en que otra copa estuvo en juego dentro del torneo.
A partir de esos años, el evento comenzó a entrar en una etapa de gran desorganización. El campeonato se jugó sin intervalos fijos de tiempo y muchos eventos fueron no oficiales, aunque actualmente son considerados válidos por la Conmebol. Por ejemplo, Argentina fue el primer y único tricampeón hasta la fecha al ganar los torneos de 1945, 1946 y 1947 consecutivamente.

### Décadas de 1970 y de 1980. Cambio de nombre

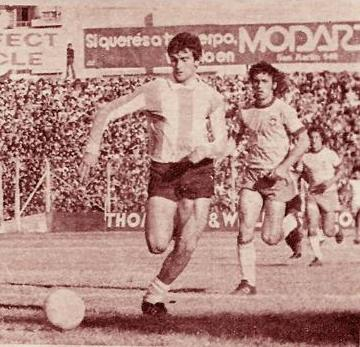
Partido entre y por el Grupo A de la Copa América 1975 jugado en el Gigante de Arroyito y que concluyó con victoria brasileña por 1-0.

Tras ocho años de interrupción, el torneo fue retomado en 1975, cuando adquirió oficialmente el nombre de Copa América. El antiguo sistema de todos contra todos utilizado previamente fue reemplazado por un sistema de tres grupos cuyos tres ganadores más el campeón vigente se enfrentaban en un sistema de eliminación directa hasta determinar el nuevo campeón. Este sistema, en el que además no se utilizó una sede fija al realizar partidos de ida y vuelta, se realizó cada cuatro años hasta 1987. La mayor incidencia de esta decisión fue que, por primera vez, participaron los diez equipos afiliados en la Conmebol. El sistema sin sede fija se utilizó únicamente en las ediciones de 1975, 1979 y 1983. En estas tres ediciones tampoco se disputó el tercer lugar, que fue compartido por las dos selecciones eliminadas en las semifinales. Las semifinales se definieron por puntos en partidos de ida y vuelta, y en el caso de que dos equipos terminaran igualados en puntos se utilizaría la diferencia de goles.

### Décadas de 1990 y de 2000. La renovación del torneo

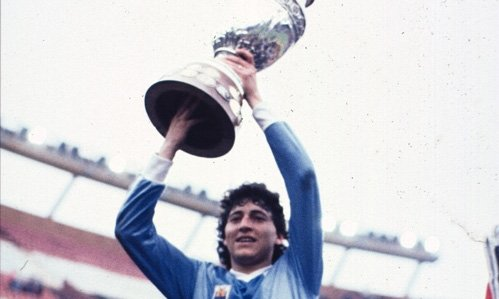
José Perdomo levantando el trofeo de la Copa América ganado por en 1987.

En 1986, la Conmebol decidió renovar el torneo y para ello, restableció el formato de sedes fijas. A partir de la Copa América 1987, el evento sería albergado rotativamente cada dos años, por los diez miembros de la confederación. El formato se mantendría constantemente, con una primera ronda de grupos, pero la ronda final variaría entre una nueva fase grupal o un sistema de eliminación directa, hasta obtener al campeón; y también en las fases de eliminación directa se utilizaría el tiempo suplementario en caso de terminar igualados durante el tiempo reglamentario, y de persistir el empate la llave se definiría desde la ronda de penales. La renovada Copa América permitiría un auge para el torneo, que comenzó a ser transmitido a Europa y América del Norte.
En las ediciones de 1989 y 1991, el torneo cambiaría su formato, el cual consistía en 2 grupos de 5 equipos donde los 2 primeros de cada grupo se clasificaban a un cuadrangular final y se enfrentaban en una liguilla. El campeón sería la selección que más puntos obtuviese en el cuadrangular final. La edición de 1991 fue la última edición en la que se otorgaban 2 puntos por partidos ganados, 1 punto por partidos empatados y 0 puntos por partidos perdidos.
En la Copa América 1993, disputada en Ecuador, el torneo adoptaría su formato actual. Junto a los diez equipos habituales, la Conmebol invitó a dos países de la CONCACAF. De estos doce participantes, se crearon tres grupos de cuatro equipos, donde pasaban a la segunda ronda los dos mejores de cada grupo y los dos mejores equipos clasificados en el tercer lugar de su grupo. A partir de la segunda ronda, un sistema de play-offs determinó, finalmente, al equipo ganador del campeonato. Desde la edición de 1993, se otorgan 3 puntos por partidos ganados, 1 punto por partidos empatados y 0 puntos por partidos perdidos. En esta edición, las selecciones de México y Estados Unidos harían su debut en el torneo.
Al implantarse el sistema de rotación, Paraguay, Colombia y Venezuela pudieron por primera vez ser sedes del torneo. Además, Brasil inició una exitosa serie de triunfos: obtuvo cuatro de los cinco títulos continentales entre 1997 y 2007.
Durante la Copa América 1997 realizada en Bolivia, ocurriría un hecho anecdótico que haría que el equipo subcampeón también reciba un trofeo, luego de que Bolivia (anfitrión) perdiera la final contra Brasil por 3 a 1. El hecho hizo que desde esa edición en adelante, el subcampeón recibiera como premio consuelo la Copa Bolivia, premio que se le entrega aparte de las medallas de plata. En esta edición haría su debut la selección de Costa Rica en el torneo.
La Copa América 1999 realizada en Paraguay, sería la última Copa América del siglo XX y en esa edición participaría Japón, la primera selección no americana en participar en el torneo. Japón fue invitado a participar debido a que se cumplían 100 años de la inmigración japonesa a América.

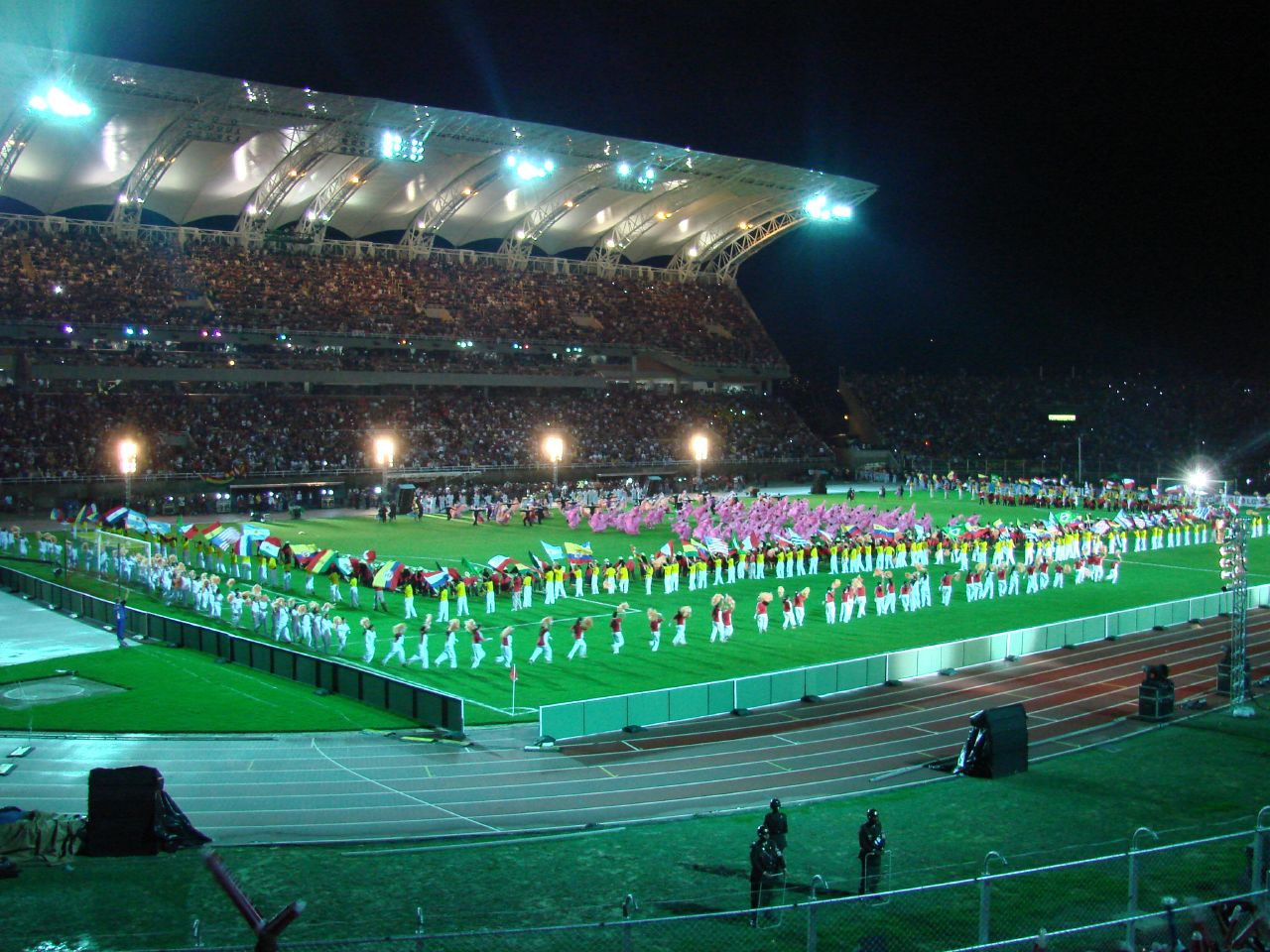
Ceremonia de Apertura de la Copa América 2007.

La Copa América 2001 realizada en Colombia (la primera del siglo XXI), tuvo varios inconvenientes para su realización, por problemas de inestabilidad política e inseguridad especialmente con el grupo armado de las FARC. Debido a estos sucesos, se pensó en quitarle la sede a Colombia. Sin embargo, la edición se jugó en este país. El torneo se organizó con estrictas medidas de seguridad para cada selección participante. Dicha edición es la que contó con tres equipos invitados, debido a que Argentina se retiró del torneo alegando amenazas de muerte (su lugar fue reemplazado por Honduras quien fue invitada de emergencia). También fue invitada a participar la selección de Canadá, que rechazó la invitación por los mismos motivos que Argentina. Su lugar fue ocupado por la selección de Costa Rica.
Tras la Copa América 2007 realizada en Venezuela, se acabó el ciclo de rotación establecido por la Conmebol en 1986. Chile, Estados Unidos y México manifestaron interés en organizar el torneo siguiente, pero el Comité Ejecutivo de la Conmebol decidió continuar con el otorgamiento de la prioridad de la organización de cada Copa a través de la repetición del ciclo de sedes iniciado en 1987, lo cual significa que cada asociación debe confirmar si decide organizar la Copa que le corresponde, aunque no tienen la obligación de hacerlo.

### Década de 2010, desorganización y la Copa América Centenario
Desde 2010, la Conmebol decidió que el torneo se realizará cada 4 años, para evitar cruzarse con las eliminatorias y con otros megaeventos deportivos. también, a partir de Copa América 2011, la Conmebol decidió premiar de manera individual al «mejor jugador» del torneo, al «mejor jugador juvenil» del torneo, al «mejor arquero» del torneo y a la selección merecedora del "Premio al Juego Limpio (Premio Fair Play)". La Conmebol también decidió que el cuarto lugar recibiría un premio significativo, el cual sería la medalla de cobre. Para esta edición se invitó nuevamente a Japón, pero debido al terremoto que sufrió el país, se retiró del torneo; en su lugar se invitó a España, pero también se retiró debido a que sus futbolistas se encontraban de vacaciones; al final sería Costa Rica la otra selección invitada.
Siguiendo el orden de rotación, la Copa América 2015 correspondía llevarse a cabo en Brasil; sin embargo, la realización de la Copa Confederaciones 2013, la Copa Mundial de Fútbol de 2014 y de los Juegos Olímpicos de 2016 en dicho país hizo reconsiderar la realización del torneo. En consecuencia, en marzo de 2012 se confirmó que Brasil y Chile, intercambiaron las organizaciones de los torneos de 2015 y 2019. Esta fue la primera vez que se cambió el orden de rotación en la organización del torneo.
El 25 de octubre de 2012, se dio a conocer que la Conmebol y la Concacaf llegaron a un acuerdo para disputar, de manera extraordinaria, una nueva versión de la Copa América llamada Copa América Centenario, en celebración del centenario del primer torneo disputado. La sede fue otorgada a Estados Unidos y fue disputada por primera vez por dieciséis equipos (fue la edición con más participantes), puesto que a las tradicionales diez selecciones nacionales de América del Sur participaron seis del área de América del Norte, América Central y las islas del Caribe. Con esto, Estados Unidos se convertiría en el primer país no afiliado a la Conmebol en organizar el torneo. También, para esa edición se entregó un único trofeo, el cual era diferente del trofeo original, y a diferencia del trofeo original, la selección campeona, se quedaba con el derecho de conservar a perpetuidad el trofeo especial; Chile al ganar esta edición conservará este torneo especial.
En abril de 2017, la Conmebol había decidido que la Copa América 2019 contaría con dieciséis participantes, por lo que los organizadores debieron definir a seis selecciones de otros continentes como invitadas al torneo; sin embargo, el 4 de mayo de 2018 se anunció que serían doce los participantes. Luego de reducir la cantidad de equipos participantes, la Conmebol invitó inicialmente a Estados Unidos y México —este último con una participación consecutiva de 10 ediciones—, pero ambas selecciones declinaron la invitación para participar en la Copa de Oro 2019. Por tal motivo, la Conmebol invitó posteriormente a Catar y Japón, campeón y subcampeón, respectivamente, de la Copa Asiática 2019.
Desde 1991 y hasta la Copa América 2015, el campeón del torneo asistió como representante de la región a la Copa Confederaciones. En el caso de que el campeón no podía participar (por decisión propia, porque ya está clasificado a la misma, o porque no está afiliado a la Conmebol), su lugar era tomado por el siguiente equipo mejor clasificado, usualmente el subcampeón.

### Década de 2020: Postergación de la edición de 2020 y unificación de calendarios con la Eurocopa
El 9 de abril de 2019, en el 70.° congreso ordinario de la Conmebol que se llevó a cabo en Río de Janeiro, Brasil, se dio a conocer que Argentina y Colombia serían las sedes de la Copa América 2020. La primera edición con sedes compartidas se realizaría un año después de la Copa América de Brasil 2019. Sin embargo, debido a la pandemia por COVID-19, se decidió postergar la edición para 2021, coincidiendo con la Eurocopa que también se disputaría ese mismo año.
Finalmente, el 20 de mayo de 2021 la Conmebol retiró a Colombia como sede de la Copa América 2021 debido a la falta de garantías para su realización en el marco de las protestas en Colombia, y el 31 de mayo de 2021 Argentina también fue retirada como sede a petición del propio gobierno argentino debido a la situación del COVID-19 en el país; la Conmebol otorgó la sede a Brasil a solo diez días de jugarse el torneo.
Con la edición de Copa América 2021, la Conmebol unificará calendarios con las demás confederaciones, principalmente con la UEFA; desde 2021 la Copa América se realizará cada 4 años, siempre pares. La siguiente edición será en 2028, con sede por definir.

## Trofeo

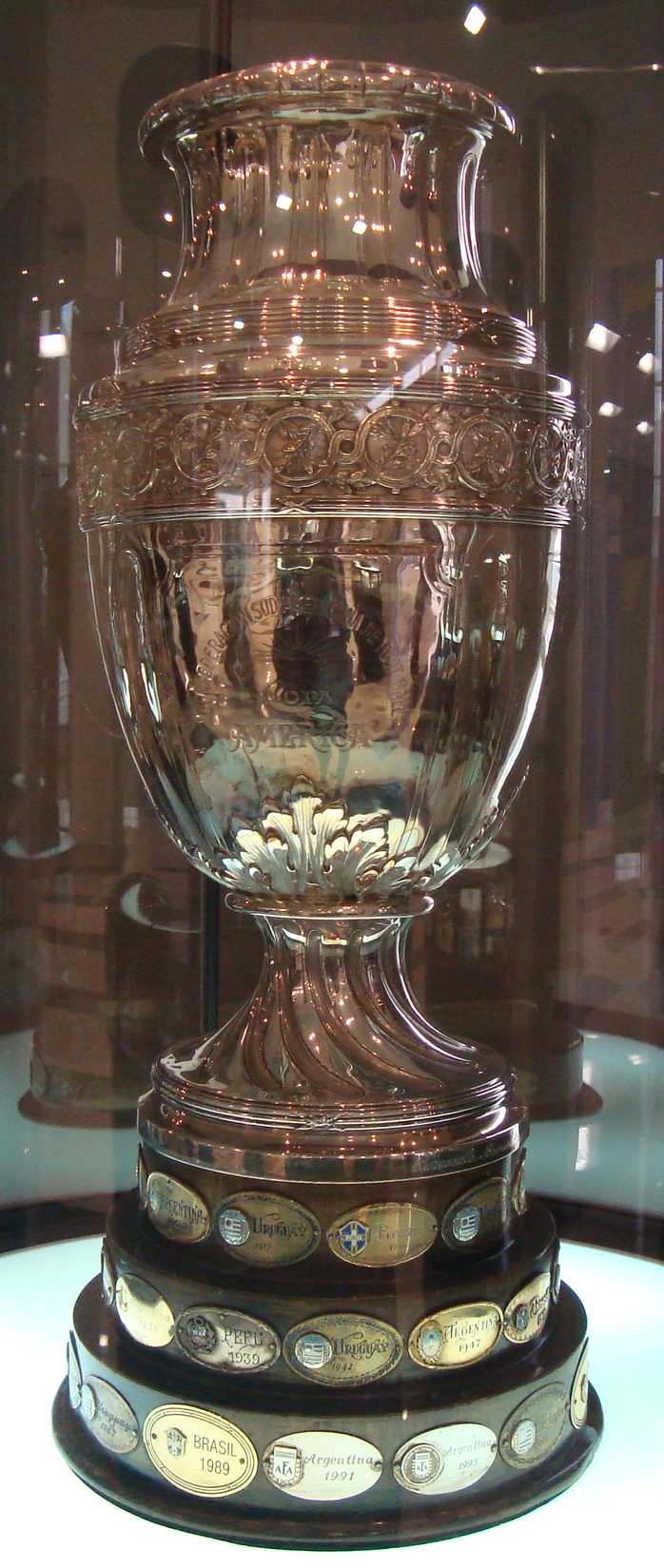
Trofeo de la Copa América

El trofeo fue confeccionado entre 1916 y 1917 en la Casa Escasany, una joyería de Buenos Aires, por un precio de 3000 francos suizos, y fue donado a la Confederación Sudamericana de Fútbol por el Ministerio de Relaciones Exteriores de Argentina. Está hecho de plata, colocado en una base de madera en la que se colocan en unas chapas los nombres de las selecciones campeonas de cada edición. Desde su creación hasta la actualidad, el campeón de cada certamen tiene derecho a conservar el trofeo original de forma temporal hasta el nuevo sorteo de la Copa América, cuando deberá devolverlo a la Conmebol. Luego de devolverlo, el campeón recibe una réplica del mismo que conserva permanentemente.

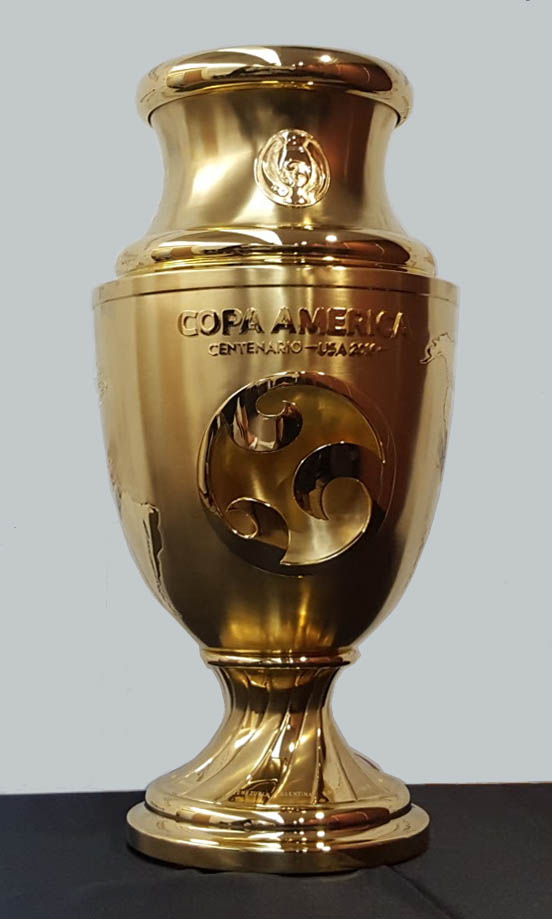
Trofeo especial para el campeón de la Copa América Centenario.

Para la Copa América Centenario (2016), se entregó un trofeo especial, conmemorativo al centenario del certamen continental. Chile, el campeón de la Copa América Centenario, se ganó el derecho de conservar el trofeo especial permanentemente.
Desde la edición 1997 se entrega al subcampeón el Trofeo denominado Copa Bolivia, cuyo nombre se debe al esfuerzo y el mérito de la Selección de fútbol de Bolivia de llegar a la final en la mencionada edición.

## Formato de competencia
La Copa América cuenta con dos fases: una fase de grupos y una fase eliminatoria, que se divide en cuartos de final, semifinal y final. Excepcionalmente, en dos ediciones se realizó una fase clasificatoria al certamen.
Desde la edición de 1993 y hasta la edición de 2019, el sistema de competición empleado en la Copa América, en su fase de grupos, se componía en tres grupos de cuatro equipos cada uno, abarcando las doce selecciones participantes; las dos mejores selecciones de cada grupo clasificaban a los cuartos de final, así como los dos mejores terceros. En la Copa América Centenario, para acomodar al nuevo número de selecciones (16), los grupos fueron divididos en cuatro en vez de tres. Anteriormente, el torneo tuvo tres grupos de cuatro equipos cada uno, dos grupos de cinco equipos cada uno, tres grupos de tres equipos cada uno, y un formato de liguilla o sistema de todos contra todos.
Para la edición de  2021, el torneo se disputó en dos grupos llamadas zonas de Sudamérica. En la fase de grupos, los diez equipos participantes se dividieron en dos grupos de cinco equipos cada uno. Se jugó con un sistema de todos contra todos, donde cada equipo jugó un partido con todos sus rivales de grupo, teniendo así 4 partidos como mínimo dentro de la copa. Los cuatro mejores equipos de cada zona fueron clasificados según los puntos obtenidos en cada partido, los cuales son otorgados de la siguiente manera:
- 3 puntos por partido ganado.
- 1 punto por partido empatado.
- 0 puntos por partido perdido.

Si al término de la fase, dos o más equipos terminaban empatados en puntos se aplicaba los siguientes criterios de desempate:
- Mejor diferencia de gol en todos los partidos de la zona.
- Mayor cantidad de goles marcados en todos los partidos de la zona.
- Si el empate se mantiene, clasifica el equipo ganador del partido jugado entre los equipos implicados dentro de la zona.
- Si el empate aún se mantiene luego de aplicar los criterios anteriores, se procederá a realizar un sorteo entre los equipos igualados. El sorteo lo lleva a cabo un delegado designado por la Comisión Administradora de la Conmebol en presencia de los representantes de las asociaciones implicadas.
- Si el empate de puntos se produce entre dos equipos que juegan el último partido de su respectivo grupo y si el empate persiste luego de aplicar los 3 primeros criterios anteriores, se procede a determinar el desempate mediante tiros desde el punto penal.

En los cuartos de final no podían enfrentarse equipos que hayan compartido grupo en la fase anterior. Los ganadores de cada partido de esta fase clasificaron a semifinales. Los enfrentamientos de los equipos en los cuartos de final y las fases siguientes están determinados de acuerdo al calendario del torneo.

### Fase clasificatoria
Se ha realizado en tres oportunidades:
- Para el Campeonato Sudamericano 1967, se enfrentaron Chile-Colombia y Ecuador-Paraguay.
- Para la Copa América Centenario, los eliminatorios fueron Haití-Trinidad y Tobago y Cuba-Panamá.
- Para la Copa América 2024, los seis equipos pertenecientes a la Concacaf clasificaron a través de la Liga de Naciones de la Concacaf 2023-24.

### Participantes

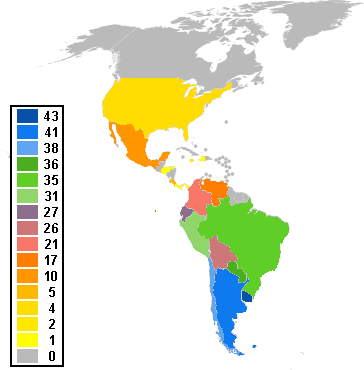
Participaciones de las selecciones americanas en el torneo.

El número de participantes ha variado con el paso de los años y ha ido desde un mínimo de 3 hasta un máximo de 16. Sin embargo, desde la edición de 1993 y hasta la de 2019, fue habitual que el torneo fuese disputado por 12 selecciones —salvo en 2016—. Usualmente, participan las diez selecciones que integran la Conmebol, más dos países invitados de la CONCACAF. Para la edición de 2016, participaron seis selecciones de la región de América del Norte, Centroamérica y el Caribe, récord en el torneo. Las circunstancias excepcionales que rodearon al torneo de 2021 provocó el retorno a la disputa de solo 10 participantes.
Las primeras cinco ediciones (1916, 1917, 1919, 1920 y 1921) tuvieron solo cuatro participantes. Para 1922 el número se incrementó a cinco, pero volvió a disminuir en los torneos posteriores: las ediciones de 1923 y 1924 fueron con cuatro seleccionados, mientras que en 1925 ocurrió la edición con menor cantidad de participantes (solo tres selecciones). Desde el torneo de 1926, la Copa América ha ido aumentando lentamente el número de participantes, hasta alcanzar las diez selecciones en 1975. Este número se mantuvo hasta 1993, cuando se incrementó a 12 equipos, cifra superada en la edición 2016, con la disputa de la Copa América Centenario (16 selecciones). Hasta la fecha, un total de veinte selecciones han participado en el torneo.
Número de selecciones participantes por edición: 3 (1925), 4 (1916, 1917, 1919, 1920, 1921, 1923, 1924, 1927, 1929, 1935), 5 (1922, 1926, 1939, 1941, 1959-II), 6 (1937, 1946, 1956, 1967), 7 (1942, 1945, 1953, 1955, 1957, 1959-I, 1963), 8 (1947, 1949), 10 (1975, 1979, 1983, 1987, 1989, 1991, 2021), 12 (1993, 1995, 1997, 1999, 2001, 2004, 2007, 2011, 2015, 2019) y 16 (2016, 2024).

### Elección de la sede

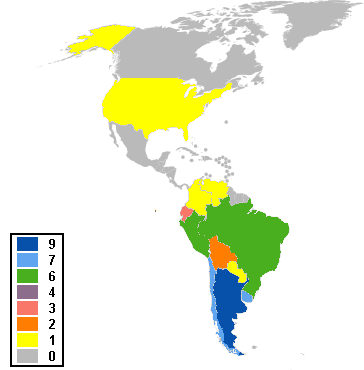
Países que han organizado la Copa América

Las primeras ediciones alternaron su sede entre las selecciones participantes, aunque sin mantener un criterio establecido. Las ediciones de 1975, 1979 y 1983 fueron las únicas que no tuvieron una sede fija.
En 1986 la Conmebol determinó varias modificaciones al certamen. Decidió establecer un torneo realizado en una sede fija de asistencia obligatoria para sus diez miembros. Este sistema se implementó a partir de la Copa América 1987 en Argentina, siendo la sede rotada entre los miembros de la Conmebol. Este sistema rotativo se completó con la Copa América 2007 en Venezuela, iniciándose un nuevo ciclo con la Copa América 2011 en Argentina.
Más allá del nuevo ciclo iniciado, hubo modificaciones en la designación de las sedes. Particularmente, la Copa América Centenario se llevó a cabo en 2016 en Estados Unidos, un país que ni siquiera es miembro de la confederación, por lo tanto esta fue la primera realizada fuera de América del Sur. Además, el presidente de la Conmebol, Alejandro Domínguez, estudia la posibilidad de que el sistema de doble sede se utilice a futuro.
En total, el país que más veces ha organizado la Copa América es Argentina (9). Le siguen Chile y Uruguay (7), Brasil y Perú (6), Ecuador (3), Bolivia y Estados Unidos (2) y Colombia, Paraguay y Venezuela (1).

## Historial
Esta tabla muestra los resultados de las diversas ediciones tanto del Campeonato Sudamericano como de la Copa América. En cursiva se indican las selecciones no pertenecientes a la Conmebol.
| Año                     | #       | Participantes | Sede           |                | Campeón               | Final Resultados | Subcampeón       |                  | Tercero          | Resultados | Cuarto |
| Campeonato Sudamericano |         |               |                |                |                       |                  |                  |                  |                  |            |        |
| 1916                    | I       | 4             | Argentina      | Uruguay (1)    | Lig.                  | Argentina        | Brasil           | Lig.             | Chile            |            |        |
| 1917                    | II      | 4             | Uruguay        | Uruguay (2)    | Lig.                  | Argentina        | Brasil           | Lig.             | Chile            |            |        |
| 1919                    | III     | 4             | Brasil         | Brasil (1)     | 1:0 (t.s.)            | Uruguay          | Argentina        | Lig.             | Chile            |            |        |
| 1920                    | IV      | 4             | Chile          | Uruguay (3)    | Lig.                  | Argentina        | Brasil           | Lig.             | Chile            |            |        |
| 1921                    | V       | 4             | Argentina      | Argentina (1)  | Lig.                  | Brasil           | Uruguay          | Lig.             | Paraguay         |            |        |
| 1922                    | VI      | 5             | Brasil         | Brasil (2)     | 3:0                   | Paraguay         | Uruguay          | Lig.             | Argentina        |            |        |
| 1923                    | VII     | 4             | Uruguay        | Uruguay (4)    | Lig.                  | Argentina        | Paraguay         | Lig.             | Brasil           |            |        |
| 1924                    | VIII    | 4             | Uruguay        | Uruguay (5)    | Lig.                  | Argentina        | Paraguay         | Lig.             | Chile            |            |        |
| 1925                    | IX      | 3             | Argentina      | Argentina (2)  | Lig.                  | Brasil           | Paraguay         | Lig.             |                  |            |        |
| 1926                    | X       | 5             | Chile          | Uruguay (6)    | Lig.                  | Argentina        | Chile            | Lig.             | Paraguay         |            |        |
| 1927                    | XI      | 4             | Perú           | Argentina (3)  | Lig.                  | Uruguay          | Perú             | Lig.             | Bolivia          |            |        |
| 1929                    | XII     | 4             | Argentina      | Argentina (4)  | Lig.                  | Paraguay         | Uruguay          | Lig.             | Perú             |            |        |
| 1935                    | XIII    | 4             | Perú           | Uruguay (7)    | Lig.                  | Argentina        | Perú             | Lig.             | Chile            |            |        |
| 1937                    | XIV     | 6             | Argentina      | Argentina (5)  | 2:0 (t.s.)            | Brasil           | Uruguay          | Lig.             | Paraguay         |            |        |
| 1939                    | XV      | 5             | Perú           | Perú (1)       | Lig.                  | Uruguay          | Paraguay         | Lig.             | Chile            |            |        |
| 1941                    | XVI     | 5             | Chile          | Argentina (6)  | Lig.                  | Uruguay          | Chile            | Lig.             | Perú             |            |        |
| 1942                    | XVII    | 7             | Uruguay        | Uruguay (8)    | Lig.                  | Argentina        | Brasil           | Lig.             | Paraguay         |            |        |
| 1945                    | XVIII   | 7             | Chile          | Argentina (7)  | Lig.                  | Brasil           | Chile            | Lig.             | Uruguay          |            |        |
| 1946                    | XIX     | 6             | Argentina      | Argentina (8)  | Lig.                  | Brasil           | Paraguay         | Lig.             | Uruguay          |            |        |
| 1947                    | XX      | 8             | Ecuador        | Argentina (9)  | Lig.                  | Paraguay         | Uruguay          | Lig.             | Chile            |            |        |
| 1949                    | XXI     | 8             | Brasil         | Brasil (3)     | 7:0                   | Paraguay         | Perú             | Lig.             | Bolivia          |            |        |
| 1953                    | XXII    | 7             | Perú           | Paraguay (1)   | 3:2                   | Brasil           | Uruguay          | Lig.             | Chile            |            |        |
| 1955                    | XXIII   | 6             | Chile          | Argentina (10) | Lig.                  | Chile            | Perú             | Lig.             | Uruguay          |            |        |
| 1956                    | XXIV    | 6             | Uruguay        | Uruguay (9)    | Lig.                  | Chile            | Argentina        | Lig.             | Brasil           |            |        |
| 1957                    | XXV     | 7             | Perú           | Argentina (11) | Lig.                  | Brasil           | Uruguay          | Lig.             | Perú             |            |        |
| 1959                    | XXVI    | 7             | Argentina      | Argentina (12) | Lig.                  | Brasil           | Paraguay         | Lig.             | Perú             |            |        |
| 1959                    | XXVII   | 5             | Ecuador        | Uruguay (10)   | Lig.                  | Argentina        | Brasil           | Lig.             | Ecuador          |            |        |
| 1963                    | XXVIII  | 7             | Bolivia        | Bolivia (1)    | Lig.                  | Paraguay         | Argentina        | Lig.             | Brasil           |            |        |
| 1967                    | XXIX    | 6             | Uruguay        | Uruguay (11)   | Lig.                  | Argentina        | Chile            | Lig.             | Paraguay         |            |        |
| Copa América            |         |               |                |                |                       |                  |                  |                  |                  |            |        |
| 1975                    | XXX     | 10            | Sudamérica     | Perú (2)       | 0:1 2:0 1:0           | Colombia         | Brasil y Uruguay | Brasil y Uruguay | Brasil y Uruguay |            |        |
| 1979                    | XXXI    | 10            | Sudamérica     | Paraguay (2)   | 3:0 0:1 0:0 (t.s.)    | Chile            | Brasil y Perú    | Brasil y Perú    | Brasil y Perú    |            |        |
| 1983                    | XXXII   | 10            | Sudamérica     | Uruguay (12)   | 2:0 1:1               | Brasil           | Paraguay y Perú  | Paraguay y Perú  | Paraguay y Perú  |            |        |
| 1987                    | XXXIII  | 10            | Argentina      | Uruguay (13)   | 1:0                   | Chile            | Colombia         | 2:1              | Argentina        |            |        |
| 1989                    | XXXIV   | 10            | Brasil         | Brasil (4)     | Lig.                  | Uruguay          | Argentina        | Lig.             | Paraguay         |            |        |
| 1991                    | XXXV    | 10            | Chile          | Argentina (13) | Lig.                  | Brasil           | Chile            | Lig.             | Colombia         |            |        |
| 1993                    | XXXVI   | 12            | Ecuador        | Argentina (14) | 2:1                   | México           | Colombia         | 1:0              | Ecuador          |            |        |
| 1995                    | XXXVII  | 12            | Uruguay        | Uruguay (14)   | 1:1 (5:3 pen.)        | Brasil           | Colombia         | 4:1              | Estados Unidos   |            |        |
| 1997                    | XXXVIII | 12            | Bolivia        | Brasil (5)     | 3:1                   | Bolivia          | México           | 1:0              | Perú             |            |        |
| 1999                    | XXXIX   | 12            | Paraguay       | Brasil (6)     | 3:0                   | Uruguay          | México           | 2:1              | Chile            |            |        |
| 2001                    | XL      | 12            | Colombia       | Colombia (1)   | 1:0                   | México           | Honduras         | 2:2 (5:4 pen.)   | Uruguay          |            |        |
| 2004                    | XLI     | 12            | Perú           | Brasil (7)     | 2:2 (4:2 pen.)        | Argentina        | Uruguay          | 2:1              | Colombia         |            |        |
| 2007                    | XLII    | 12            | Venezuela      | Brasil (8)     | 3:0                   | Argentina        | México           | 3:1              | Uruguay          |            |        |
| 2011                    | XLIII   | 12            | Argentina      | Uruguay (15)   | 3:0                   | Paraguay         | Perú             | 4:1              | Venezuela        |            |        |
| 2015                    | XLIV    | 12            | Chile          | Chile (1)      | 0:0 (t.s.) (4:1 pen.) | Argentina        | Perú             | 2:0              | Paraguay         |            |        |
| 2016                    | XLV     | 16            | Estados Unidos | Chile (2)      | 0:0 (t.s.) (4:2 pen.) | Argentina        | Colombia         | 1:0              | Estados Unidos   |            |        |
| 2019                    | XLVI    | 12            | Brasil         | Brasil (9)     | 3:1                   | Perú             | Argentina        | 2:1              | Chile            |            |        |
| 2021                    | XLVII   | 10            | Brasil         | Argentina (15) | 1:0                   | Brasil           | Colombia         | 3:2              | Perú             |            |        |
| 2024                    | XLVIII  | 16            | Estados Unidos | Argentina (16) | 1:0 (t.s.)            | Colombia         | Uruguay          | 2:2 (4:3 pen.)   | Canadá           |            |        |

## Palmarés
Se listan los equipos que han logrado los cuatro primeros puestos.
- En cursiva, se indica el torneo en que el equipo fue el anfitrión.

| Selección      | Campeonatos | Campeonatos                                                                                      | Subcampeonatos | Subcampeonatos                                                                        | Terceros puestos | Terceros puestos                                           | Cuartos puestos | Cuartos puestos                                                  |
| -------------- | ----------- | ------------------------------------------------------------------------------------------------ | -------------- | ------------------------------------------------------------------------------------- | ---------------- | ---------------------------------------------------------- | --------------- | ---------------------------------------------------------------- |
| Argentina      | (16)        | 1921, 1925, 1927, 1929, 1937, 1941, 1945, 1946, 1947, 1955, 1957, 1959-I, 1991, 1993, 2021, 2024 | (14)           | 1916, 1917, 1920, 1923, 1924, 1926, 1935, 1942, 1959-II, 1967, 2004, 2007, 2015, 2016 | (5)              | 1919, 1956, 1963, 1989, 2019                               | (2)             | 1922, 1987                                                       |
| Uruguay        | (15)        | 1916, 1917, 1920, 1923, 1924, 1926, 1935, 1942, 1956, 1959-II, 1967, 1983, 1987, 1995, 2011      | (6)            | 1919, 1927, 1939, 1941, 1989, 1999                                                    | (10)             | 1921, 1922, 1929, 1937, 1947, 1953, 1957, 1975, 2004, 2024 | (5)             | 1945, 1946, 1955, 2001, 2007                                     |
| Brasil         | (9)         | 1919, 1922, 1949, 1989, 1997, 1999, 2004, 2007, 2019                                             | (12)           | 1921, 1925, 1937, 1945, 1946, 1953, 1957, 1959-I, 1983, 1991, 1995, 2021              | (7)              | 1916, 1917, 1920, 1942, 1959-II, 1975, 1979                | (3)             | 1923, 1956, 1963                                                 |
| Paraguay       | (2)         | 1953, 1979                                                                                       | (6)            | 1922, 1929, 1947, 1949, 1963, 2011                                                    | (7)              | 1923, 1924, 1925, 1939, 1946, 1959-I, 1983                 | (7)             | 1921, 1926, 1937, 1942, 1967, 1989, 2015                         |
| Chile          | (2)         | 2015, 2016                                                                                       | (4)            | 1955, 1956, 1979, 1987                                                                | (5)              | 1926, 1941, 1945, 1967, 1991                               | (11)            | 1916, 1917, 1919, 1920, 1924, 1935, 1939, 1947, 1953, 1999, 2019 |
| Perú           | (2)         | 1939, 1975                                                                                       | (1)            | 2019                                                                                  | (8)              | 1927, 1935, 1949, 1955, 1979, 1983, 2011, 2015             | (6)             | 1929, 1941, 1957, 1959-I, 1997, 2021                             |
| Colombia       | (1)         | 2001                                                                                             | (2)            | 1975, 2024                                                                            | (5)              | 1987, 1993, 1995, 2016, 2021                               | (2)             | 1991, 2004                                                       |
| Bolivia        | (1)         | 1963                                                                                             | (1)            | 1997                                                                                  |                  |                                                            | (2)             | 1927, 1949                                                       |
| México         |             |                                                                                                  | (2)            | 1993, 2001                                                                            | (3)              | 1997, 1999, 2007                                           |                 |                                                                  |
| Honduras       |             |                                                                                                  |                |                                                                                       | (1)              | 2001                                                       |                 |                                                                  |
| Ecuador        |             |                                                                                                  |                |                                                                                       |                  |                                                            | (2)             | 1959-II, 1993                                                    |
| Estados Unidos |             |                                                                                                  |                |                                                                                       |                  |                                                            | (2)             | 1995, 2016                                                       |
| Venezuela      |             |                                                                                                  |                |                                                                                       |                  |                                                            | (1)             | 2011                                                             |
| Canadá         |             |                                                                                                  |                |                                                                                       |                  |                                                            | (1)             | 2024                                                             |

### Campeones consecutivos
Selecciones que han sido campeonas consecutivamente, en dos o tres oportunidades.
| Selección | Tricampeonatos | Tricampeonatos | Bicampeonatos | Bicampeonatos                                |
| --------- | -------------- | -------------- | ------------- | -------------------------------------------- |
| Argentina | (1)            | 1945-1946-1947 | (4)           | 1927-1929, 1957-1959-I, 1991-1993, 2021-2024 |
| Uruguay   |                |                | (3)           | 1916-1917, 1923-1924, 1983-1987              |
| Brasil    |                |                | (2)           | 1997-1999, 2004-2007                         |
| Chile     |                |                | (1)           | 2015-2016                                    |

## Estadísticas

### Tabla histórica
Tabla histórica ordenada por la cantidad de puntos obtenidos por cada selección en la suma de todas sus participaciones, a razón de tres por partido ganado y uno por empate. Se hace la salvedad de que antes de 1993 se otorgaban dos puntos por partido ganado y uno por empate.
(Datos actualizados a la edición 2024)
| #  | Equipo         | Títulos | Part. | Puntos | PJ  | PG  | PE | PP | GF  | GC  | Dif. |
| -- | -------------- | ------- | ----- | ------ | --- | --- | -- | -- | --- | --- | ---- |
| 1  | Argentina      | 16      | 44    | 439    | 208 | 132 | 43 | 33 | 483 | 183 | 300  |
| 2  | Uruguay        | 15      | 46    | 385    | 212 | 115 | 40 | 57 | 421 | 226 | 195  |
| 3  | Brasil         | 9       | 38    | 368    | 195 | 109 | 41 | 45 | 435 | 206 | 229  |
| 4  | Chile          | 2       | 41    | 236    | 191 | 67  | 35 | 89 | 291 | 317 | –26  |
| 5  | Paraguay       | 2       | 39    | 235    | 180 | 64  | 43 | 73 | 267 | 310 | –43  |
| 6  | Perú           | 2       | 34    | 214    | 164 | 58  | 40 | 66 | 230 | 258 | –28  |
| 7  | Colombia       | 1       | 24    | 182    | 130 | 51  | 29 | 50 | 154 | 194 | –40  |
| 8  | Bolivia        | 1       | 29    | 86     | 122 | 20  | 26 | 76 | 109 | 308 | –199 |
| 9  | Ecuador        | 0       | 30    | 79     | 130 | 17  | 28 | 85 | 139 | 331 | –192 |
| 10 | México         | 0       | 11    | 74     | 51  | 20  | 14 | 17 | 67  | 63  | 4    |
| 11 | Venezuela      | 0       | 20    | 51     | 74  | 11  | 18 | 45 | 59  | 184 | –125 |
| 12 | Costa Rica     | 0       | 6     | 22     | 20  | 6   | 4  | 10 | 19  | 35  | –16  |
| 13 | Estados Unidos | 0       | 5     | 20     | 21  | 6   | 2  | 13 | 21  | 32  | –11  |
| 14 | Honduras       | 0       | 1     | 10     | 6   | 3   | 1  | 2  | 7   | 5   | 2    |
| 15 | Panamá         | 0       | 2     | 9      | 7   | 3   | 0  | 4  | 10  | 20  | –10  |
| 16 | Canadá         | 0       | 1     | 6      | 6   | 1   | 3  | 2  | 4   | 7   | –3   |
| 17 | Japón          | 0       | 2     | 3      | 6   | 0   | 3  | 3  | 6   | 15  | –9   |
| 18 | Catar          | 0       | 1     | 1      | 3   | 0   | 1  | 2  | 2   | 5   | –3   |
| 19 | Haití          | 0       | 1     | 0      | 3   | 0   | 0  | 3  | 1   | 12  | –11  |
| 20 | Jamaica        | 0       | 3     | 0      | 9   | 0   | 0  | 9  | 1   | 16  | –15  |

### Goles
- Mayores goleadas:

(Se muestran los resultados con siete o más goles de diferencia).
| Ganador   | Resultado | Rival     | Edición             |
| --------- | --------- | --------- | ------------------- |
| Argentina | 12-0      | Ecuador   | Uruguay 1942        |
| Argentina | 11-0      | Venezuela | 1975                |
| Brasil    | 10-1      | Bolivia   | Brasil 1949         |
| Uruguay   | 9-0       | Bolivia   | Perú 1927           |
| Brasil    | 9-0       | Colombia  | Perú 1957           |
| Argentina | 9-1       | Colombia  | Chile 1945          |
| Brasil    | 9-1       | Ecuador   | Brasil 1949         |
| Brasil    | 9-2       | Ecuador   | Chile 1945          |
| Argentina | 8-0       | Paraguay  | Chile 1926          |
| Brasil    | 8-1       | Bolivia   | Perú 1953           |
| Uruguay   | 7-0       | Ecuador   | Uruguay 1942        |
| Uruguay   | 7-0       | Colombia  | Chile 1945          |
| Argentina | 7-0       | Bolivia   | Ecuador 1947        |
| Paraguay  | 7-0       | Bolivia   | Brasil 1949         |
| Brasil    | 7-0       | Paraguay  | Brasil 1949         |
| Uruguay   | 7-0       | Bolivia   | Argentina 1959      |
| Chile     | 7-0       | Venezuela | 1979                |
| Brasil    | 7-0       | Perú      | Bolivia 1997        |
| Brasil    | 7-0       | Venezuela | Paraguay 1999       |
| Chile     | 7-0       | México    | Estados Unidos 2016 |

### Tabla histórica de goleadores
Nota: En negrita jugadores en activo seleccionables.
| Pos. | Jugador                | G. | PJ. | Prom. | Debut          | Selección |
| ---- | ---------------------- | -- | --- | ----- | -------------- | --------- |
| 1    | Norberto Méndez        | 17 | 17  | 1.00  | Chile 1945     | Argentina |
| =    | Zizinho                | 17 | 33  | 0.52  | Uruguay 1942   | Brasil    |
| 3    | Severino Varela        | 15 | 15  | 1.00  | Argentina 1937 | Uruguay   |
| =    | Teodoro Fernández      | 15 | 24  | 0.63  | Perú 1935      | Perú      |
| 5    | Eduardo Vargas         | 14 | 26  | 0.54  | Chile 2015     | Chile     |
| =    | Paolo Guerrero         | 14 | 28  | 0.50  | Venezuela 2007 | Perú      |
| =    | Lionel Messi           | 14 | 39  | 0.36  | Venezuela 2007 | Argentina |
| 8    | José Manuel Moreno     | 13 | 16  | 0.81  | Chile 1941     | Argentina |
| =    | Gabriel Batistuta      | 13 | 16  | 0.81  | Chile 1991     | Argentina |
| =    | Héctor Scarone         | 13 | 18  | 0.72  | Uruguay 1917   | Uruguay   |
| =    | Ademir                 | 13 | 18  | 0.72  | Chile 1945     | Brasil    |
| =    | Jair                   | 13 | 18  | 0.72  | Chile 1945     | Brasil    |
| 13   | Roberto Porta          | 12 | 20  | 0.60  | Perú 1939      | Uruguay   |
| =    | Ángel Romano           | 12 | 23  | 0.52  | Argentina 1916 | Uruguay   |
| 15   | Herminio Masantonio    | 11 | 8   | 1.38  | Perú 1935      | Argentina |
| =    | Víctor Ugarte          | 11 | 30  | 0.37  | Ecuador 1947   | Bolivia   |
| 17   | Pedro Petrone          | 10 | 9   | 1.11  | Uruguay 1923   | Uruguay   |
| =    | Javier Ambrois         | 10 | 11  | 0.91  | Uruguay 1956   | Uruguay   |
| =    | Ronaldo                | 10 | 12  | 0.83  | Bolivia 1997   | Brasil    |
| =    | Héctor Castro          | 10 | 13  | 0.77  | Chile 1926     | Uruguay   |
| =    | Ángel Labruna          | 10 | 14  | 0.71  | Argentina 1946 | Argentina |
| =    | Enrique Hormazábal     | 10 | 16  | 0.63  | Perú 1953      | Chile     |
| =    | Lautaro Martínez       | 10 | 16  | 0.63  | Brasil 2019    | Argentina |
| =    | Didí                   | 10 | 17  | 0.59  | Perú 1953      | Brasil    |
| =    | Óscar Sánchez          | 10 | 17  | 0.59  | Perú 1953      | Perú      |
| =    | Arnoldo Iguarán        | 10 | 19  | 0.53  | Argentina 1987 | Colombia  |
| 27   | Humberto Maschio       | 9  | 6   | 1.50  | Perú 1957      | Argentina |
| =    | Heleno de Freitas      | 9  | 10  | 0.90  | Chile 1945     | Brasil    |
| =    | Nicolás Falero         | 9  | 10  | 0.90  | Chile 1945     | Uruguay   |
| =    | Raúl Toro              | 9  | 12  | 0.75  | Argentina 1937 | Chile     |
| =    | Juan Bautista Villalba | 9  | 12  | 0.75  | Argentina 1946 | Paraguay  |
| =    | Luis Hernández         | 9  | 12  | 0.75  | Bolivia 1997   | México    |
| =    | Sergio Agüero          | 9  | 24  | 0.38  | Argentina 2011 | Argentina |

Actualizado hasta el último partido jugado por alguno de los implicados el 14 de julio de 2024.

### Jugadores con mayor cantidad de encuentros disputados
Nota: En negrita jugadores activos seleccionables.
| Pos. | Jugador            | Part. | Debut           | Selección |
| ---- | ------------------ | ----- | --------------- | --------- |
| 1    | Lionel Messi       | 39    | Venezuela 2007  | Argentina |
| 2    | Sergio Livingstone | 34    | Chile 1941      | Chile     |
| 3    | Zizinho            | 33    | Uruguay 1942    | Brasil    |
| 4    | Víctor Ugarte      | 30    | Ecuador 1947    | Bolivia   |
| 5    | Paolo Guerrero     | 28    | Venezuela 2007  | Perú      |
| 6    | Leonel Álvarez     | 27    | Argentina 1987  | Colombia  |
| =    | Carlos Valderrama  | 27    | Argentina 1987  | Colombia  |
| =    | Claudio Bravo      | 27    | Perú 2004       | Chile     |
| =    | Ángel Di María     | 27    | Argentina 2011  | Argentina |
| =    | Mauricio Isla      | 27    | Argentina 2011  | Chile     |
| =    | Gary Medel         | 27    | Argentina 2011  | Chile     |
| =    | Yoshimar Yotún     | 27    | Argentina 2011  | Perú      |
| 13   | Javier Mascherano  | 26    | Perú 2004       | Argentina |
| =    | Alexis Sánchez     | 26    | Argentina 2011  | Chile     |
| =    | Eduardo Vargas     | 26    | Chile 2015      | Chile     |
| =    | Pedro Gallese      | 26    | Chile 2015      | Perú      |
| =    | Nicolás Otamendi   | 26    | Chile 2015      | Argentina |
| 18   | Álex Aguinaga      | 25    | Argentina 1987  | Ecuador   |
| =    | Claudio Taffarel   | 25    | Brasil 1989     | Brasil    |
| =    | Christian Cueva    | 25    | Chile 2015      | Perú      |
| 21   | Teodoro Fernández  | 24    | Perú 1935       | Perú      |
| =    | José Bustamante    | 24    | Argentina 1946  | Bolivia   |
| =    | Cornelio Heredia   | 24    | Ecuador 1947    | Perú      |
| =    | Arturo Vidal       | 24    | Argentina 2011  | Chile     |
| =    | Sergio Agüero      | 24    | Argentina 2011  | Argentina |
| 26   | Ángel Romano       | 23    | Argentina 1916  | Uruguay   |
| =    | Alberto Acha       | 23    | Chile 1945      | Bolivia   |
| =    | Carlos Sánchez     | 23    | Ecuador 1947    | Ecuador   |
| =    | Carlos Borja       | 23    | Sudamérica 1979 | Bolivia   |
| =    | Charles Aránguiz   | 23    | Chile 2015      | Chile     |

Actualizado hasta el último partido jugado por alguno de los implicados el 14 de julio de 2024.

## Premios y reconocimientos
Además de recibir la Copa América hasta la siguiente edición, la selección campeona recibe al final de la competición una réplica y 50 medallas de oro. Al subcampeón se le entrega la Copa Bolivia y 50 medallas de plata; al que ocupa el tercer puesto, 50 medallas de bronce; y al que termina en el cuarto puesto, 50 medallas de cobre. A todas las selecciones participantes se les entrega un diploma para certificar su participación en la competencia.
También se premian con un trofeo personal los siguientes futbolistas: el mejor jugador, el goleador y el mejor arquero. La selección merecedora al «juego limpio» recibe el trofeo Fair Play.

### Mejor jugador por edición
La distinción al mejor jugador del torneo se comenzó a entregar de manera oficial a partir de la edición de 1987.
| Jugador                          | Selección | Año  |
| -------------------------------- | --------- | ---- |
| Carlos Valderrama                | Colombia  | 1987 |
| Rubén Sosa                       | Uruguay   | 1989 |
| Leonardo Rodríguez               | Argentina | 1991 |
| Sergio Goycochea                 | Argentina | 1993 |
| Enzo Francescoli                 | Uruguay   | 1995 |
| Ronaldo                          | Brasil    | 1997 |
| Rivaldo                          | Brasil    | 1999 |
| Amado Guevara                    | Honduras  | 2001 |
| Adriano Leite Ribeiro            | Brasil    | 2004 |
| Robinho                          | Brasil    | 2007 |
| Luis Suárez                      | Uruguay   | 2011 |
| Lionel Messi (rechazó el trofeo) | Argentina | 2015 |
| Alexis Sánchez                   | Chile     | 2016 |
| Dani Alves                       | Brasil    | 2019 |
| Lionel Messi                     | Argentina | 2021 |
| James Rodriguez                  | Colombia  | 2024 |

### Mejor arquero por edición

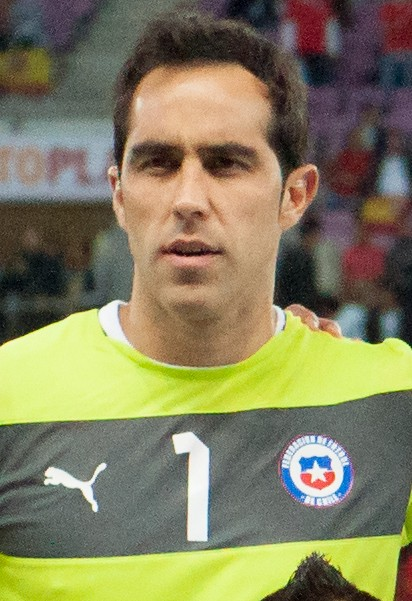
Claudio Bravo (Chile), dos veces elegido como el mejor arquero del torneo (2015 y 2016).

Desde la Copa América 2011, la Conmebol ha premiado al mejor arquero del torneo.
| Jugador           | Selección | Año  |
| ----------------- | --------- | ---- |
| Justo Villar      | Paraguay  | 2011 |
| Claudio Bravo     | Chile     | 2015 |
| Claudio Bravo     | Chile     | 2016 |
| Alisson Becker    | Brasil    | 2019 |
| Emiliano Martínez | Argentina | 2021 |
| Emiliano Martínez | Argentina | 2024 |

### PremioFair Playpor edición
Desde la Copa América 2011, la Conmebol ha premiado a la selección merecedora al «Juego Limpio».
| Selección | Año  |
| --------- | ---- |
| Uruguay   | 2011 |
| Perú      | 2015 |
| Argentina | 2016 |
| Brasil    | 2019 |
| Uruguay   | 2021 |
| Colombia  | 2024 |

### Copa Bolivia por edición
Desde la Copa América 1997, la Conmebol ha premiado a la selección subcampeona del torneo con la Copa Bolivia.
| Subcampeón    | Año  |
| ------------- | ---- |
| Bolivia       | 1997 |
| Uruguay       | 1999 |
| México        | 2001 |
| Argentina     | 2004 |
| Argentina     | 2007 |
| Paraguay      | 2011 |
| Argentina     | 2015 |
| No se entregó | 2016 |
| Perú          | 2019 |
| Brasil        | 2021 |
| Colombia      | 2024 |

### Goleadores por edición
| Jugador                                                                         | Selección                     | Edición | Goles |
| ------------------------------------------------------------------------------- | ----------------------------- | ------- | ----- |
| Isabelino Gradín                                                                | Uruguay                       | 1916    | 3     |
| Ángel Romano                                                                    | Uruguay                       | 1917    | 4     |
| Arthur Friedenreich Neco                                                        | Brasil                        | 1919    | 4     |
| José Pérez Ángel Romano                                                         | Uruguay                       | 1920    | 3     |
| Julio Libonatti                                                                 | Argentina                     | 1921    | 3     |
| Juan Francia                                                                    | Argentina                     | 1922    | 4     |
| Pedro Petrone Vicente Aguirre                                                   | Uruguay Argentina             | 1923    | 3     |
| Pedro Petrone                                                                   | Uruguay                       | 1924    | 4     |
| Manuel Seoane                                                                   | Argentina                     | 1925    | 6     |
| David Arellano                                                                  | Chile                         | 1926    | 7     |
| Alfredo Carricaberry Segundo Luna Roberto Figueroa Pedro Petrone Héctor Scarone | Argentina Uruguay             | 1927    | 3     |
| Aurelio González                                                                | Paraguay                      | 1929    | 5     |
| Herminio Masantonio                                                             | Argentina                     | 1935    | 4     |
| Raúl Toro                                                                       | Chile                         | 1937    | 7     |
| Teodoro Fernández                                                               | Perú                          | 1939    | 7     |
| Juan Marvezy                                                                    | Argentina                     | 1941    | 5     |
| Herminio Masantonio José Manuel Moreno                                          | Argentina                     | 1942    | 7     |
| Norberto Méndez Heleno de Freitas                                               | Argentina Brasil              | 1945    | 6     |
| José María Medina                                                               | Uruguay                       | 1946    | 7     |
| Nicolás Falero                                                                  | Uruguay                       | 1947    | 7     |
| Jair                                                                            | Brasil                        | 1949    | 9     |
| Francisco Molina                                                                | Chile                         | 1953    | 7     |
| Rodolfo Micheli                                                                 | Argentina                     | 1955    | 8     |
| Enrique Hormazábal                                                              | Chile                         | 1956    | 4     |
| Humberto Maschio Javier Ambrois                                                 | Argentina Uruguay             | 1957    | 9     |
| Pelé                                                                            | Brasil                        | 1959-I  | 8     |
| José Sanfilippo                                                                 | Argentina                     | 1959-II | 6     |
| Carlos Alberto Raffo                                                            | Ecuador                       | 1963    | 6     |
| Luis Artime                                                                     | Argentina                     | 1967    | 5     |
| José Ernesto Díaz Leopoldo Luque                                                | Colombia Argentina            | 1975    | 4     |
| Eugenio Morel Jorge Peredo                                                      | Paraguay Chile                | 1979    | 4     |
| Carlos Alberto Aguilera Roberto Dinamite Jorge Burruchaga Eduardo Malásquez     | Uruguay Brasil Argentina Perú | 1983    | 3     |
| Arnoldo Iguarán                                                                 | Colombia                      | 1987    | 4     |
| Bebeto                                                                          | Brasil                        | 1989    | 6     |
| Gabriel Batistuta                                                               | Argentina                     | 1991    | 6     |
| José Luis Dolgetta                                                              | Venezuela                     | 1993    | 4     |
| Gabriel Batistuta Luis García                                                   | Argentina México              | 1995    | 4     |
| Luis Hernández                                                                  | México                        | 1997    | 6     |
| Rivaldo Ronaldo                                                                 | Brasil                        | 1999    | 5     |
| Víctor Aristizábal                                                              | Colombia                      | 2001    | 6     |
| Adriano                                                                         | Brasil                        | 2004    | 7     |
| Robinho                                                                         | Brasil                        | 2007    | 6     |
| Paolo Guerrero                                                                  | Perú                          | 2011    | 5     |
| Eduardo Vargas Paolo Guerrero                                                   | Chile Perú                    | 2015    | 4     |
| Eduardo Vargas                                                                  | Chile                         | 2016    | 6     |
| Everton Paolo Guerrero                                                          | Brasil Perú                   | 2019    | 3     |
| Lionel Messi Luis Díaz                                                          | Argentina Colombia            | 2021    | 4     |
| Lautaro Martínez                                                                | Argentina                     | 2024    | 5     |

### Mejor jugador joven por edición
En tres ediciones se ha premiado al mejor jugador juvenil del torneo.
| Jugador          | Selección | Año  |
| ---------------- | --------- | ---- |
| Lionel Messi     | Argentina | 2007 |
| Sebastián Coates | Uruguay   | 2011 |
| Jeison Murillo   | Colombia  | 2015 |

## Equipos invitados
En total, diez han sido las selecciones invitadas desde 1993, cuando dos no pertenecientes a la Conmebol participaron en el certamen. Preferentemente, son invitadas las selecciones que pertenecen a la Concacaf, salvo en 1999 y 2019:
- En 1999 participó la selección de Japón, miembro de la AFC, que se convirtió en la primera nación no americana en hacerlo.
- En 2019 la selección japonesa volvió a ser invitada, esta vez junto con la debutante selección de Catar, también miembro de la AFC.

De las selecciones invitadas, México, con dos subcampeonatos, y Honduras, con un tercer lugar, son los equipos con mejores resultados.
La única selección invitada en organizar el certamen fue Estados Unidos, que organizó las ediciones de 2016 y 2024.
| País           | Confederación |    | Participaciones                                                   | Mejor resultado                |
| -------------- | ------------- | -- | ----------------------------------------------------------------- | ------------------------------ |
| México         | Concacaf      | 11 | 1993, 1995, 1997, 1999, 2001, 2004, 2007, 2011, 2015, 2016 y 2024 | Finalista (1993 y 2001)        |
| Costa Rica     | Concacaf      | 6  | 1997, 2001, 2004, 2011, 2016 y 2024                               | Cuartos de final (2001 y 2004) |
| Estados Unidos | Concacaf      | 5  | 1993, 1995, 2007, 2016, y 2024                                    | Cuarto puesto (1995 y 2016)    |
| Jamaica        | Concacaf      | 3  | 2015, 2016 y 2024                                                 | Fase de grupos                 |
| Panamá         | Concacaf      | 2  | 2016 y 2024                                                       | Cuartos de final (2024)        |
| Japón          | AFC           | 2  | 1999 y 2019                                                       | Fase de grupos                 |
| Honduras       | Concacaf      | 1  | 2001                                                              | Tercer puesto (2001)           |
| Canadá         | Concacaf      | 1  | 2024                                                              | Cuarto puesto (2024)           |
| Haití          | Concacaf      | 1  | 2016                                                              | Fase de grupos                 |
| Catar          | AFC           | 1  | 2019                                                              | Fase de grupos                 |

- En cursiva participación en calidad de anfitrión.